# ポケット・パーク
『ポケット・パーク』は、八木ちあきによる日本の漫画作品。『なかよし』（講談社）にて1992年10月号から1994年1月号まで連載された。全15話。単行本は同社の講談社コミックスなかよしより全3巻が刊行された。

## 書誌情報
- 八木ちあき『ポケット・パーク』講談社〈講談社コミックスなかよし〉、全3巻
  1. 1993年5月8日第1刷発行、ISBN 4-06-178746-2[1]
  2. 1993年10月6日第1刷発行、ISBN 4-06-178762-4[2]
  3. 1994年4月6日第1刷発行、ISBN 4-06-178774-8[3]

  - 3巻には読み切り作品「たいむ★まじっく」が併録されている。

## 関連商品
以下のゲームソフトに本作品が登場している。
- なかよしといっしょ（ファミリーコンピュータ用、ユタカ）
- ウェルカムなかよしパーク（ゲームボーイ用、バンダイ）